# Anthony Trollope
Anthony Trollope, född 24 april 1815 i London, död 6 december 1882 i London, var en engelsk författare. 

## Biografi
Trollope skrev ett femtiotal romaner med motiv från viktorianskt vardagsliv. Flera av de mest kända, till exempel Biskopen i Barchester (1857, översatt 1947), kretsar kring det fiktiva grevskapet Barsetshire.